# 原宿駅前パーティーズ
原宿駅前パーティーズ（はらじゅくえきまえパーティーズ）は、日本の女性アイドルグループ。ライジングプロダクション所属。レーベルはSONIC GROOVE。原宿・竹下通りの入口に位置する事務所直営の劇場原宿駅前ステージを拠点に公演を行っている。グループにはふわふわと原宿駅前フレッシュの2チームが所属している。

## 概要
ライジングプロダクションに所属する若手タレントや竹下通りでスカウトしたタレントの卵たちに活躍の場を提供することで、発掘・育成を行うプロジェクトとしてスタートした。タイプが違う複数のチームが同じ公演に登場することで、それぞれが独自の色やファンサービスを近い距離感で実現することを目指した。また、歌と踊りだけでなくメンバーによるファッションショーなども行われた。公演は学休期間や週末を中心に行われている。

## 略歴
2015年8月24日、ゲストに西内まりやを迎えて行われた『原宿駅前ステージグランドオープニングイベント』でふわふわ、原宿乙女、原駅ステージAおよびピンクダイヤモンドの4チーム総勢37名がお披露目された。年末にはチケットの倍率が30倍となり入手が困難な状態が続いた。
2016年1月29日に赤坂BLITZで行われたライブ『赤坂駅前ステージ』で、原駅ステージAとふわふわがSONIC GROOVEから合同シングルを発売しメジャーデビューすることが発表され、4月13日にそれぞれのデビュー曲である「Rockstar」と「フワフワSugar Love」を両A面とした合同シングル「Rockstar/フワフワSugar Love」が29形態で発売された。また、ふわふわが第49回日本有線大賞で新人賞を受賞した。
2017年4月に研修生チームの原宿駅前パーティーズNEXTが結成された。また、2017年3月22日には原駅ステージAの2ndシングルでグループ初のVRコンテンツ盤が発売された。
2018年9月21日に原宿駅前パーティーズNEXTが改名してLiKEが結成された。12月4日には原宿乙女が活動を終了することが発表された。また、同時期にピンクダイヤモンドもグループを離れて活動することとなった。
2021年3月に原駅ステージAが活動終了、同年7月にLiKEが活動休止となり、2チーム体制となる。
2022年5月にパーティーズ（ふわふわの平塚日菜と遠藤みゆ、元原駅ステージAの田谷菜々子及び元ふわふわの伊藤小春）として「Music In My Head」のMVをYouTubeで公開。また、パーティーズのTikTokを開設した。

## 所属チーム

### ふわふわ
ふわふわな衣装を身にまとい、王道アイドルソングを歌うアイドルグループ。
| 名前                   | 生年月日（年齢）      | 出身地   | 備考                                                                           |
| ---------------------- | --------------------- | -------- | ------------------------------------------------------------------------------ |
| 遠藤みゆ えんどう みゆ | 2001年8月1日（23歳）  | 神奈川県 | なかよし専属モデル                                                             |
| 兼次桜菜 かねし さな   | 2002年5月14日（23歳） | 沖縄県   | 元おはガール LOVE berryレギュラーモデル                                        |
| 平塚日菜 ひらつか ひな | 2000年8月14日（24歳） | 静岡県   | LOVE berry専属モデル 元ピチレモン専属モデル 『ポンキッキーズ』シスターラビッツ |

### 原宿駅前フレッシュ
| 名前                         | 生年月日（年齢）       | 出身地   |
| ---------------------------- | ---------------------- | -------- |
| 石井美凪 いしい みなぎ       | 2006年9月8日（18歳）   | 千葉県   |
| 石毛和夏 いしげ のどか       | 2003年7月17日（21歳）  | 千葉県   |
| 桜田結愛 さくらだ ゆあ       | 2005年8月14日（19歳）  | 神奈川県 |
| 鈴木茉莉杏 すずき まりあ     | 2006年1月6日（19歳）   | 東京都   |
| 中田陽菜 なかた あきな       | 2007年11月29日（17歳） | 千葉県   |
| 松本恵莉紗 まつもと えりさ   | 2005年6月2日（20歳）   | 東京都   |
| 松島才華 まつしま さいか     | 2005年10月19日（19歳） | 神奈川県 |
| ラハマン愛望 ラハマン あいみ | 2002年9月11日（22歳）  | 東京都   |

## 旧メンバー
脱退年月順
| 名前                                             | 生年月日（年齢）       | 出身地         | チーム             | 脱退年月   | 備考                                                                      |
| ------------------------------------------------ | ---------------------- | -------------- | ------------------ | ---------- | ------------------------------------------------------------------------- |
| 馬場夏美 ばば なつみ                             | 1997年8月12日（27歳）  | 東京都         | 原駅ステージA      | 2016年5月  |                                                                           |
| 大川まみ おおかわ まみ                           | 1996年6月20日（29歳）  | 埼玉県         | ピンクダイヤモンド | 2016年8月  | 脊柱側湾症治療のため                                                      |
| 清水愉子 しみず ゆこ                             | 1998年11月30日（26歳） | 東京都         | ピンクダイヤモンド | 2016年8月  |                                                                           |
| 加藤瑞歩 かとう みずほ                           | 1999年12月22日（25歳） | 埼玉県         | 原宿乙女           | 2016年8月  |                                                                           |
| 高岡志帆 たかおか しほ                           | 2002年5月4日（23歳）   | 大阪府         | ふわふわ           | 2016年8月  |                                                                           |
| 佐久間ジュリー さくま ジュリー                   | 2001年1月27日（24歳）  | アメリカ合衆国 | 原宿乙女           | 2016年10月 |                                                                           |
| 堤理緒 つつみ りお                               | 1999年7月19日（25歳）  | 茨城県         | 原宿乙女           | 2016年10月 |                                                                           |
| 湯浅璃々愛 ゆあさ りりあ                         | 1999年7月20日（25歳）  | 東京都         | 原宿乙女           | 2016年10月 | 原宿乙女リーダー                                                          |
| 上原瑠愛 うえはら るあ                           | 2000年5月5日（25歳）   | 埼玉県         | 原宿乙女           |            |                                                                           |
| 三根優希 みね ゆうき                             | 2001年1月23日（24歳）  | 神奈川県       | 原宿乙女           |            | 後にアービング所属                                                        |
| 斉藤ジェニファー愛里 さいとう ジェニファーあいり | 1999年5月17日（26歳）  | 埼玉県         | 原宿乙女           | 2017年3月  |                                                                           |
| 石井美優 いしい みゆう                           | 2002年7月6日（23歳）   | 東京都         | ふわふわ           | 2017年8月  |                                                                           |
| 塚本凪沙 つかもと なぎさ                         | 2000年5月16日（25歳）  | 東京都         | ふわふわ 原宿乙女  | 2017年8月  |                                                                           |
| 谷野有沙 たにの ありさ                           | 2001年1月15日（24歳）  | 大阪府         | ふわふわ           | 2017年8月  |                                                                           |
| 佐伯茉央 さえき まお                             | 2000年10月1日（24歳）  | 神奈川県       | ふわふわ 原宿乙女  | 2017年9月  |                                                                           |
| 染野里奈 そめの りな                             | 1998年10月4日（26歳）  | 茨城県         | 原駅ステージA      | 2018年2月  | 元NEXT GENERATION 後にBeauty Box、unSea                                   |
| 入江ひなた いりえ ひなた                         | 2000年4月29日（25歳）  | 神奈川県       | 原駅ステージA      | 2018年2月  |                                                                           |
| 山本七穂 やまもと ななほ                         | 1999年9月14日（25歳）  | 山口県         | ふわふわ           | 2018年3月  |                                                                           |
| 山本七聖 やまもと ななせ                         | 2001年8月27日（23歳）  | 福岡県         | ふわふわ           | 2018年4月  | 膝蓋骨不安定症のため                                                      |
| 鈴木瞳美 すずき ひとみ                           | 2001年4月13日（24歳）  | 東京都         | ふわふわ           | 2018年4月  | 現在≠ME                                                                   |
| 辰巳さやか たつみ さやか                         | 1999年1月5日（26歳）   | 東京都         | ピンクダイヤモンド | 2018年12月 | 後にNEO JAPONISM                                                          |
| 横田美雪 よこた みゆき                           | 2001年3月19日（24歳）  | 埼玉県         | ふわふわ           | 2019年5月  | 2015年12月NEXTから加入                                                    |
| 小田川楽空 おだがわ たから                       | 2004年8月27日（20歳）  | 東京都         | LiKE               | 2020年3月  |                                                                           |
| 吉澤瑠莉花 よしざわ るりか                       | 2003年8月27日（21歳）  | 東京都         | ふわふわ           | 2020年5月  | ソロに転向 なかよし専属モデル LOVE berryレギュラーモデル ふわふわ3        |
| 伊藤小春 いとう こはる                           | 2002年11月7日（22歳）  | 愛知県         | ふわふわ           | 2021年3月  | 2016年8月加入 LOVE berry専属モデル 元ニコプチ専属モデル ふわふわ3         |
| 本島莉々果 もとしま りりか                       | 2002年3月3日（23歳）   | 東京都         | ふわふわ           | 2021年6月  | 2015年12月加入                                                            |
| 松崎梨央 まつざき りお                           | 2001年4月21日（24歳）  | 広島県         | ふわふわ           | 不明       | 2015年12月NEXTから加入                                                    |
| 西山瑚々 にしやま ここ                           | 2004年3月5日（21歳）   | 東京都         | LiKE               | 2021年6月  |                                                                           |
| 中野あいみ なかの あいみ                         | 2001年4月7日（24歳）   | 神奈川県       | ふわふわ           | 2022年4月  | 元ニコラ専属モデル 元おはガール                                           |
| 塚田百々花 つかだ ももか                         | 2002年5月15日（23歳）  | 静岡県         | ふわふわ           | 2023年1月  | 元LOVE berryレギュラーモデル 元ピチレモン専属モデル 制コレ'20準グランプリ |
| 岩崎春果 いわさき はるか                         | 2003年4月26日（22歳）  | 埼玉県         | ふわふわ           | 2023年3月  | 元 ニコプチ専属モデル ふわふわ3 元Popteenレギュラーモデル 現在mignon      |

## 解散したチーム

### 原宿乙女
2018年12月に活動を終了した。
モデル志望のメンバーを中心に結成されたグループで、結成当初はメンバーの平均身長が167cmであった。
解散時のメンバー
| 名前                     | 生年月日（年齢）      | 出身地   | 備考                              |
| ------------------------ | --------------------- | -------- | --------------------------------- |
| 東慧依 あずま けい       | 2001年5月23日（24歳） | 東京都   | 退所 NEXTから加入                 |
| 中田陽菜子 なかだ ひなこ | 2000年2月12日（25歳） | 千葉県   | ソロに転向                        |
| 丹羽絵理香 にわ えりか   | 2001年3月3日（24歳）  | 埼玉県   | ソロに転向 NEXTから加入           |
| 山登梨花 やまと りか     | 2002年4月6日（23歳）  | 神奈川県 | 2019年12月退所 2018年NEXTから加入 |

### ピンクダイヤモンド
2018年12月に公式ウェブサイトから名前が消えた後もグループを離れて活動を継続していたが、2020年9月7日に瀧澤彩夏と野村舞鈴がそれぞれのTwitterアカウントで、ライジングプロダクションとの契約を8月に解除したことを公表した。
アクロバットを駆使したステージングを特色とするダンスボーカルグループで、劇場開設前の2012年12月に結成された。原宿駅前ステージ出演当初は、主に男装でステージに上がっていた。
シングル「SUSHI PARTY」がSONIC GROOVEから2015年2月11日に発売されることがアナウンスされたが発売されることはなく、その後、「SUSHI PARTY」について語られることはなくなっていった。
解散時のメンバー
| 名前                     | 生年月日（年齢）       | 出身地 | 備考 |
| ------------------------ | ---------------------- | ------ | --- |
| 瀧澤彩夏 たきざわ あやか | 1999年7月10日（26歳）  | 千葉県 | 後にSOFT SHELL CLUB 芸能事務所Coprte(コプルト)への移籍を経てサンミュージックプロダクションに在籍 現在、アイドルグループ「SharLie」の黄色担当として活躍中 |
| 野村舞鈴 のむら まりん   | 1997年12月12日（27歳） | 東京都 | 後にSOFT SHELL CLUB |

### 原駅ステージA
本格派ダンスボーカルグループ。
パーティーズの中では同事務所を牽引してきた安室奈美恵、MAX、SPEEDなどに共通するダンスに最も重きを置き、踏襲するグループである。
結成時は仮称の原駅ステージA（仮）で活動しており正式名称はファンの声をもとに決定する予定であったが、2015年11月に正式グループ名が原駅ステージA（はらえきステージエース）に決定した。だが、話し合いの結果、2021年3月19日をもって活動終了となった。
解散時のメンバー
| 名前                   | 生年月日（年齢）       | 出身地   | 備考                                               |
| ---------------------- | ---------------------- | -------- | -------------------------------------------------- |
| 磯部杏莉 いそべ あんり | 1998年11月10日（26歳） | 埼玉県   | 原宿駅前パーティーズリーダー 原駅ステージAリーダー |
| 伊藤貴璃 いとう きり   | 2001年3月23日（24歳）  | 神奈川県 |                                                    |
| 田谷菜々子 たや ななこ | 2001年1月7日（24歳）   | 東京都   | 元スマイル学園                                     |
| 牧野真鈴 まきの まりん | 1998年11月25日（26歳） | 長野県   | 元NEXT GENERATION                                  |

### LiKE
研修生チームの原宿駅前パーティーズNEXTが改名して結成された。2021年7月31日、メンバーから活動休止の報告があった。
解散時のメンバー
| 名前                                     | 生年月日（年齢）      | 出身地         | 備考         |
| ---------------------------------------- | --------------------- | -------------- | ------------ |
| 井上裕未 いのうえ ゆうみ                 | 2001年11月2日（23歳） | 神奈川県       | 原宿乙女兼任 |
| 梶川愛美 かじかわ まなみ                 | 2004年4月14日（21歳） | 神奈川県       | 原宿乙女兼任 |
| 徳田心寧 とくだ ここね                   | 2004年6月15日（21歳） | 東京都         | 原宿乙女兼任 |
| バウエルジゼル愛華 ばうえる じぜるあいか | 2006年2月17日（19歳） | サンタカタリナ |              |

## 作品

### 原宿駅前パーティーズ
オールキャスト
オリジナル曲
- Can You Hear My Voice
  - 作詞・作曲：伊秩弘将、編曲：佐久間誠
- Can't Stop My Dreaming
  - 作詞・作曲：伊秩弘将、編曲：野口大志
- HARAJUKU❤駅前Stageで逢いましょう！
  - 作詞・作曲：伊秩弘将、編曲：佐久間誠
- Welcome to the Miracle Land
  - 作詞・作曲：伊秩弘将
- Do U Wanna Crazy Night
  - 作詞・作曲：伊秩弘将

### ふわふわ
順位はオリコン週間ランキング最高位。
シングル
1. フワフワSugar Love/Rockstar（2016年4月13日、AVCD-16636、5位）[43]
2. 恋のレッスン（2016年7月20日、AVCD-16679、8位）
3. 晴天HOLIDAY/Oh!-Ma-Tsu-Ri!（2016年11月9日、AVCD-16710、19位）
4. チアリーダー/恋花火（2017年6月14日、AVCD-16771、5位）
5. ジェリービーンズ（2017年10月4日、AVCD-16809、7位）
6. 桜並木（2018年2月14日、AVCD-16862、9位）
7. Viva!! Lucky4☆[44]（2019年3月13日、AVCD-16912、7位）
8. プリンセス・カーニバル（2020年3月4日、AVCD-16986、33位）

オリジナル曲
- White Sweet Kiss
  - 作詞・作曲：伊秩弘将、編曲：佐久間誠
- 夏のアルゴリズム
  - 作詞：shungo.、作曲：藤井亮太、小高光太郎
- 卒業ハイタッチ
  - 作詞：shungo.、作曲：JEEN O'BRIEN
- セカンド・ファンタジー

### 原宿乙女
オリジナル曲
- Morning Train
  - 作詞：Shoko、作曲：伊秩弘将、編曲：田辺恵二
- Bad Anniversary
  - 作詞・作曲：伊秩弘将
- Final～フィナール～
  - 作詞：shungo.、作曲：Melanie Fontana、Ludwig Göransson、Kristian Ottestad、Didrik Thott、Sebastian Axel Fredrik Thott
- gleeks!
  - 作詞：shungo.、作曲：Jimmy Burney、Carly Robyn Green、Andreas Öberg、Damon Sharpe
- Neo MOVEMENT
  - 作詞：shungo.、作曲：Steve Daly、Jonathan Peters、Lorne Alistair Tennant
- 3.5～三行半～
  - 作詞：shungo.、作曲：Karen Poole、Matt Schwartz、Krystal Buckley
- Stranger in the night
  - 作詞：shungo.、作曲：Steven Lee、Miss Vehna、Skylar Mones、Andreas Öberg、Drew Ryan Scott
- ！（エクスクラメーション）
- プラネタリウム
  - 作詞：shungo.、作曲：BLEU & WOLVES、BOY SKI MASK、Frank Miriam

### 原駅ステージA
順位はオリコン週間ランキング最高位。
シングル
1. Rockstar/フワフワSugar Love（2016年4月13日、AVCD-16635、5位）[43]
2. キャノンボール/青い赤（2017年3月22日、AVCD-16759、9位）

オリジナル曲
- Let's Breakin' Out
  - 作詞・作曲：伊秩弘将
- パラノイア
  - 作詞：shungo.、作曲：Christopher Michael DeStefano、Lindy Robbins、Damon Sharpe
- レッテル
  - 作詞：shungo.、作曲：Armand X
- Safari
  - 作詞：shungo.、作曲：BOY SKI MASK、Blomgren Freja、Dimitri Stassos

### ピンクダイヤモンド
オリジナル曲
- SUSHI PARTY
  - 作詞：Satomi、作曲：Adam Kapit、Marquis McMichael
- Violet
  - 作詞：shungo.、作曲：KAZ

### ふわふわ3
岩崎春果、伊藤小春、吉澤瑠莉花
オリジナル曲
- ふわり乙女Beam
  - 作詞・作曲：伊秩弘将、編曲：野口大志

### パーティーズ
シングル
- Music in My Head（2022年6月1日）

## ライブ・イベント

### 定期公演
会場は原宿駅前ステージ
| 公演日              | 公演名 |
| ------------------- | --- |
| 2015年8月18日・19日 | 夏休み！プレビューSHOW |
| 2015年8月24日       | 「原宿駅前ステージ」グランドオープニングイベント |
| 2015年8月25日       | 原宿駅前ステージ |
| 2015年8月           | 原宿駅前！全員集合！夜だよ！ 原宿駅前！全員集合！昼だよ！                                                                                                |
| 2015年9月           | 昼の原宿竹下口前だよ！間違えないでね！ 夜の原宿竹下口前だよ！間違わないでね！                                                                            |
| 2015年9月6日        | 夕方の原宿竹下口前だよ！間違わないでね！ |
| 2015年10月          | 秋の原宿駅前ステージはおいしいよ！昼ね！ 秋の原宿駅前ステージはおいしいよ！夜ね！                                                                        |
| 2015年11月          | 寒くなってきましたが、原宿駅前でポカポカに！夜ね！ |
| 2015年12月          | 平日も寒いね！でも大丈夫！原駅は一番あったかいよ！ 寒いね！でも大丈夫！原駅で絶対あったかくなるよ！ 少し早いけど、原駅で一緒にメリークリスマスしようよ！ |
| 2015年12月24日      | 今宵はクリスマスイブだよ！LET'S PARTY！ |
| 2015年12月25日      | 原宿駅前ステージで初めてのメリークリスマス！ドキドキだね！                                                                                               |
| 2015年12月27日      | 原駅ステージA単独公演 『年末はコタツに入ってないで、エースと一緒にいよう！』                                                                             |
| 2016年1月           | あけおめ！ことよろ！原宿でサルサルしましょう！ これからもっと寒くなりますよー！原宿においで！あったかいんだから！                                        |
| 2016年2月           | 2月は恋の季節、原駅ステージで恋しましょう！ |
| 2016年3月           | 桜、卒業、春休み、でもやっぱり原宿駅前6階だね！ |

### スペシャル公演（出張公演）
| 公演日            | 公演名                                                            | 会場                                  |
| ----------------- | ----------------------------------------------------------------- | ------------------------------------- |
| 2016年1月29日     | 赤坂駅前ステージ                                                  | 赤坂BLITZ                             |
| 2016年3月5日・6日 | 竹芝駅前ステージ                                                  | 竹芝・NEW PIER HALL                   |
| 2016年5月14日     | お台場駅前ステージ                                                | Zepp DiverCity                        |
| 2018年4月21日     | ふわふわワンマンライブ 『みなさん、ご一緒に！よーい、スタート！』 | 原宿ベルエポック美容専門学校 第二校舎 |

## 受賞歴
- 第49回日本有線大賞 新人賞 - ふわふわ（2016年）[6]